# Pering Sari
Pering Sari is een bestuurslaag in het regentschap Karangasem van de provincie Bali, Indonesië. Pering Sari telt 5217 inwoners (volkstelling 2010).